# Piet Besanger
Piet Besanger was een Nederlands honkballer en honkbaljournalist.
Besanger was vooral in de periode voor de Tweede Wereldoorlog een stuwende kracht binnen het honkbal in Nederland. Zelf was hij lid van de vereniging VVGA uit Amsterdam, waarvan hij in 1924 tevens een van de oprichters van de honkbalafdeling was, waarvoor hij in het eerste herenteam speelde. Hij kwam tevens uit voor het Nederlands honkbalteam waarvoor hij twee interlands speelde. Na zijn actieve sportcarrière richtte hij het honkbalblad Honkbal-Nieuws op, toentertijd tevens het officiële publicatie orgaan van de Honkbalbond, waarvan hij jarenlang eindredacteur was. Op 13 juli 1985 werd Besanger opgenomen in de Hall of Fame van de KNBSB.